# Franz Förster (Politiker, 1580)
Franz Förster (* 1580; † 1. Juni 1648) war in Görlitz zur Zeit des Dreißigjährigen Krieges Richter, Senator, Konsul, Schöppe und Bürgermeister.

## Biographie

### Familie
Franz Förster war der Sohn des Schwertfegers Nikol Förster, der seinerzeit aus Reichenbach nach Görlitz eingewandert war.

### Leben
Franz wurde im Jahr 1620 Senator bis zum Jahr 1624. Im August 1624 ließ sich Förster nach Mode der damaligen Zeit adeln, denn es war die einzige Möglichkeit, ohne weiteres ein Landgut erwerben zu können. Im Jahr 1625 wurde er Schöppe bis 1628, 1629 Richter, 1630 bis 1631 wieder Schöppe und im Jahr 1632 abermals Richter. 1633 war er Bürgermeister, desgleichen in den Jahren 1636, 1640 und 1641. In den Jahren zwischen dem Bürgermeisteramt war er Konsul. Richard Jecht, der Autor Försters Kurzbiografie, forderte, ohne weiter darauf einzugehen, in geschichtswissenschaftlicher Hinsicht anlässlich der „reichen Quellen ... eine Verfassungsgeschichte der Stadt Görlitz“, weil die Beispiele Franz Förster und noch mehr dessen Sohn Karl Förster eine wesentliche Veränderung der Görlitzer Verfassung zeigten.

### Beerdigung
Bei Försters Beerdigung trugen 16 Tuchmacher seinen Sarg, 549 Männer und Frauen zogen hinter ihm her. Im Kürbuch sind die lateinischen Worte „Vir fuit antiqua virtute et fide“ (deutsch: Er war ein Mann vom einstigen Mut und Glauben) vermerkt. In den Briefen der damaligen Ratsmitglieder wurde er angesichts der schwierigen Zeit im Dreißigjährigen Krieg und der daraus resultierenden Geldsorgen nicht minder geschätzt.